# Lista stolic państw według kontynentów
Poniższa lista przedstawia listę konstytucyjnych stolic państw świata ułożonych według kontynentów.

## Afryka

### Państwa
| Państwo                           | Stolica      |
| --------------------------------- | ------------ |
| Algieria                          | Algier       |
| Angola                            | Luanda       |
| Benin                             | Porto-Novo   |
| Botswana                          | Gaborone     |
| Burkina Faso                      | Wagadugu     |
| Burundi                           | Gitega       |
| Czad                              | Ndżamena     |
| Demokratyczna Republika Konga     | Kinszasa     |
| Dżibuti                           | Dżibuti      |
| Egipt                             | Kair         |
| Erytrea                           | Asmara       |
| Etiopia                           | Addis Abeba  |
| Gabon                             | Libreville   |
| Gambia                            | Bandżul      |
| Ghana                             | Akra         |
| Gwinea                            | Konakry      |
| Gwinea Bissau                     | Bissau       |
| Gwinea Równikowa                  | Malabo       |
| Kamerun                           | Jaunde       |
| Kenia                             | Nairobi      |
| Komory                            | Moroni       |
| Kongo                             | Brazzaville  |
| Lesotho                           | Maseru       |
| Liberia                           | Monrovia     |
| Libia                             | Trypolis     |
| Madagaskar                        | Antananarywa |
| Malawi                            | Lilongwe     |
| Mali                              | Bamako       |
| Maroko                            | Rabat        |
| Mauretania                        | Nawakszut    |
| Mauritius                         | Port Louis   |
| Mozambik                          | Maputo       |
| Namibia                           | Windhuk      |
| Niger                             | Niamey       |
| Nigeria                           | Abudża       |
| Południowa Afryka                 | Pretoria     |
| Republika Środkowoafrykańska      | Bangi        |
| Republika Zielonego Przylądka     | Praia        |
| Rwanda                            | Kigali       |
| Senegal                           | Dakar        |
| Seszele                           | Victoria     |
| Sierra Leone                      | Freetown     |
| Somalia                           | Mogadiszu    |
| Eswatini                          | Mbabane      |
| Sudan                             | Chartum      |
| Sudan Południowy                  | Dżuba        |
| Tanzania                          | Dodoma       |
| Togo                              | Lomé         |
| Tunezja                           | Tunis        |
| Uganda                            | Kampala      |
| Wybrzeże Kości Słoniowej          | Jamusukro    |
| Wyspy Świętego Tomasza i Książęca | São Tomé     |
| Zambia                            | Lusaka       |
| Zimbabwe                          | Harare       |

1. ↑  Siedzibą władz jest Kotonu.
2. ↑  Są też dwie inne stolice: Kapsztad (stolica legislacyjna) i Bloemfontein (stolica sądownicza).
3. ↑  Faktyczną siedzibą władz i parlamentu są miasta Baidoa i Jowhar.
4. ↑  Siedziba parlamentu i króla to Lobamba.
5. ↑  Siedzibą rządu jest Abidżan.

### Terytoria autonomiczne i zależne
| Państwo                                                         | Stolica     |
| --------------------------------------------------------------- | ----------- |
| Majotta                                                         | Mamoudzou   |
| Reunion                                                         | Saint-Denis |
| Sahara Zachodnia                                                | Al-Ujun     |
| Somaliland                                                      | Hargejsa    |
| Wyspa Świętej Heleny, Wyspa Wniebowstąpienia i Tristan da Cunha | Jamestown   |

## Ameryka Południowa

### Państwa
| Państwo   | Stolica      |
| --------- | ------------ |
| Argentyna | Buenos Aires |
| Boliwia   | Sucre        |
| Brazylia  | Brasília     |
| Chile     | Santiago     |
| Ekwador   | Quito        |
| Gujana    | Georgetown   |
| Kolumbia  | Bogota       |
| Paragwaj  | Asunción     |
| Peru      | Lima         |
| Surinam   | Paramaribo   |
| Urugwaj   | Montevideo   |
| Wenezuela | Caracas      |

1. ↑  Siedzibą rządu jest La Paz.

### Terytoria autonomiczne i zależne
| Lp. | Państwo                                  | Stolica           |
| --- | ---------------------------------------- | ----------------- |
| 1   | Falklandy                                | Stanley           |
| 2   | Georgia Południowa i Sandwich Południowy | King Edward Point |
| 3   | Gujana Francuska                         | Kajenna           |

## Ameryka Północna

### Państwa
| Państwo                   | Stolica        |
| ------------------------- | -------------- |
| Antigua i Barbuda         | Saint John’s   |
| Bahamy                    | Nassau         |
| Barbados                  | Bridgetown     |
| Belize                    | Belmopan       |
| Dominika                  | Roseau         |
| Dominikana                | Santo Domingo  |
| Grenada                   | Saint George’s |
| Gwatemala                 | Gwatemala      |
| Haiti                     | Port-au-Prince |
| Honduras                  | Tegucigalpa    |
| Jamajka                   | Kingston       |
| Kanada                    | Ottawa         |
| Kostaryka                 | San José       |
| Kuba                      | Hawana         |
| Meksyk                    | Meksyk         |
| Nikaragua                 | Managua        |
| Panama                    | Panama         |
| Saint Kitts i Nevis       | Basseterre     |
| Saint Lucia               | Castries       |
| Saint Vincent i Grenadyny | Kingstown      |
| Salwador                  | San Salvador   |
| Stany Zjednoczone         | Waszyngton     |
| Trynidad i Tobago         | Port-of-Spain  |

### Terytoria autonomiczne i zależne
| Państwo                              | Stolica          |
| ------------------------------------ | ---------------- |
| Anguilla                             | The Valley       |
| Aruba                                | Oranjestad       |
| Bermudy                              | Hamilton         |
| Bonaire                              | Kralendijk       |
| Brytyjskie Wyspy Dziewicze           | Road Town        |
| Curaçao                              | Willemstad       |
| Grenlandia                           | Nuuk             |
| Gwadelupa                            | Basse-Terre      |
| Kajmany                              | George Town      |
| Martynika                            | Fort-de-France   |
| Montserrat                           | Plymouth, Brades |
| Portoryko                            | San Juan         |
| Saba                                 | The Bottom       |
| Saint-Barthélemy                     | Gustavia         |
| Saint-Martin                         | Marigot          |
| Saint-Pierre i Miquelon              | Saint-Pierre     |
| Sint Eustatius                       | Oranjestad       |
| Sint Maarten                         | Philipsburg      |
| Turks i Caicos                       | Cockburn Town    |
| Wyspy Dziewicze Stanów Zjednoczonych | Charlotte Amalie |

1. ↑  Plymouth zostało zniszczone na skutek wybuchu wulkanu Soufrière Hills w 1995-1997, faktyczną stolicą jest miasto Brades.

## Azja

### Państwa
| Państwo                      | Stolica                    |
| ---------------------------- | -------------------------- |
| Afganistan                   | Kabul                      |
| Arabia Saudyjska             | Rijad                      |
| Armenia                      | Erywań                     |
| Azerbejdżan                  | Baku                       |
| Bahrajn                      | Manama                     |
| Bangladesz                   | Dhaka                      |
| Bhutan                       | Thimphu                    |
| Brunei                       | Bandar Seri Begawan        |
| Chiny                        | Pekin                      |
| Cypr                         | Nikozja                    |
| Filipiny                     | Manila                     |
| Gruzja                       | Tbilisi                    |
| Indie                        | Nowe Delhi                 |
| Indonezja                    | Dżakarta                   |
| Irak                         | Bagdad                     |
| Iran                         | Teheran                    |
| Izrael                       | Jerozolima                 |
| Japonia                      | Tokio                      |
| Jemen                        | Sana                       |
| Jordania                     | Amman                      |
| Kambodża                     | Phnom Penh                 |
| Katar                        | Doha                       |
| Kazachstan                   | Astana                     |
| Kirgistan                    | Biszkek                    |
| Korea Południowa             | Seul                       |
| Korea Północna               | Pjongjang                  |
| Kuwejt                       | Kuwejt                     |
| Laos                         | Wientian                   |
| Liban                        | Bejrut                     |
| Malediwy                     | Male                       |
| Malezja                      | Kuala Lumpur               |
| Mjanma                       | Naypyidaw                  |
| Mongolia                     | Ułan Bator                 |
| Nepal                        | Katmandu                   |
| Oman                         | Maskat                     |
| Pakistan                     | Islamabad                  |
| Rosja                        | Moskwa                     |
| Singapur                     | Singapur                   |
| Sri Lanka                    | Sri Dźajawardanapura Kotte |
| Syria                        | Damaszek                   |
| Tadżykistan                  | Duszanbe                   |
| Tajlandia                    | Bangkok                    |
| Timor Wschodni               | Dili                       |
| Turcja                       | Ankara                     |
| Turkmenistan                 | Aszchabad                  |
| Uzbekistan                   | Taszkent                   |
| Wietnam                      | Hanoi                      |
| Zjednoczone Emiraty Arabskie | Abu Zabi                   |

1. ↑  Siedzibą władz jest Kolombo.

### Terytoria autonomiczne i zależne
| Lp. | Terytorium        | Stolica                                                      |
| --- | ----------------- | ------------------------------------------------------------ |
| 1   | Abchazja          | Suchumi                                                      |
| 2   | Cypr Północny     | Nikozja                                                      |
| 3   | Osetia Południowa | Cchinwali                                                    |
| 4   | Palestyna         | Jerozolima (część wschodnia), Ramallah (siedziba prezydenta) |
| 5   | Tajwan            | Tajpej                                                       |

## Australia i Oceania

### Państwa
| Państwo           | Stolica      |
| ----------------- | ------------ |
| Australia         | Canberra     |
| Fidżi             | Suva         |
| Kiribati          | Bairiki      |
| Nauru             | Yaren        |
| Nowa Zelandia     | Wellington   |
| Palau             | Ngerulmud    |
| Papua-Nowa Gwinea | Port Moresby |
| Samoa             | Apia         |
| Mikronezja        | Palikir      |
| Tonga             | Nukuʻalofa   |
| Tuvalu            | Funafuti     |
| Vanuatu           | Port Vila    |
| Wyspy Marshalla   | Majuro       |
| Wyspy Salomona    | Honiara      |

1. ↑  Nauru oficjalnie nie posiada stolicy, ale w Yaren znajduje się większość budynków rządowych.

### Terytoria autonomiczne i zależne
| Lp. | Państwo                 | Stolica          |
| --- | ----------------------- | ---------------- |
| 1   | Guam                    | Hagåtña          |
| 2   | Mariany Północne        | Chalan Kanoa     |
| 3   | Niue                    | Alofi            |
| 4   | Norfolk                 | Kingston         |
| 5   | Nowa Kaledonia          | Numea            |
| 6   | Pitcairn                | Adamstown        |
| 7   | Polinezja Francuska     | Papeete          |
| 8   | Samoa Amerykańskie      | Fagatogo         |
| 9   | Tokelau                 | brak             |
| 10  | Wallis i Futuna         | Mata-Utu         |
| 11  | Wyspa Bożego Narodzenia | Flying Fish Cove |
| 12  | Wyspy Cooka             | Avarua           |
| 13  | Wyspy Kokosowe          | West Island      |

1. ↑  Faktyczną stolicą jest Capitol Hill. Terytorium to nie posiada oficjalnej stolicy.
2. ↑  Wiele źródeł podaje błędnie, że stolicą jest Pago Pago.
3. ↑  Każdy atol posiada własny ośrodek administracyjny. Główną osadą, położoną na wyspie Fenua Fala, jest Fakaofo.
4. ↑  Nieoficjalna stolica. Wyspy Kokosowe oficjalnie nie posiadają stolicy, siedzibą australijskiego administratora wysp jest Canberra.

## Europa

### Państwa
| Państwo              | Stolica    |
| -------------------- | ---------- |
| Albania              | Tirana     |
| Andora               | Andora     |
| Austria              | Wiedeń     |
| Belgia               | Bruksela   |
| Białoruś             | Mińsk      |
| Bośnia i Hercegowina | Sarajewo   |
| Bułgaria             | Sofia      |
| Chorwacja            | Zagrzeb    |
| Czarnogóra           | Podgorica  |
| Czechy               | Praga      |
| Dania                | Kopenhaga  |
| Estonia              | Tallinn    |
| Finlandia            | Helsinki   |
| Francja              | Paryż      |
| Grecja               | Ateny      |
| Hiszpania            | Madryt     |
| Holandia             | Amsterdam  |
| Irlandia             | Dublin     |
| Islandia             | Reykjavík  |
| Liechtenstein        | Vaduz      |
| Litwa                | Wilno      |
| Luksemburg           | Luksemburg |
| Łotwa                | Ryga       |
| Macedonia Północna   | Skopje     |
| Malta                | Valletta   |
| Mołdawia             | Kiszyniów  |
| Monako               | Monako     |
| Niemcy               | Berlin     |
| Norwegia             | Oslo       |
| Polska               | Warszawa   |
| Portugalia           | Lizbona    |
| Rosja                | Moskwa     |
| Rumunia              | Bukareszt  |
| San Marino           | San Marino |
| Serbia               | Belgrad    |
| Słowacja             | Bratysława |
| Słowenia             | Lublana    |
| Szwajcaria           | Berno      |
| Szwecja              | Sztokholm  |
| Ukraina              | Kijów      |
| Watykan              | Watykan    |
| Węgry                | Budapeszt  |
| Wielka Brytania      | Londyn     |
| Włochy               | Rzym       |

1. ↑  Konstytucyjna stolica to Amsterdam, siedzibą rządu i króla jest Haga.
2. ↑  Szwajcaria nie ma konstytucyjnej stolicy, ale w Bernie mieści się siedziba rządu.

### Terytoria autonomiczne i zależne
| Lp. | Państwo      | Stolica          |
| --- | ------------ | ---------------- |
| 1   | Gagauzja     | Komrat           |
| 2   | Gibraltar    | Gibraltar        |
| 3   | Guernsey     | Saint Peter Port |
| 4   | Jersey       | Saint Helier     |
| 5   | Kosowo       | Prisztina        |
| 6   | Naddniestrze | Tyraspol         |
| 7   | Svalbard     | Longyearbyen     |
| 8   | Wyspa Man    | Douglas          |
| 9   | Wyspy Owcze  | Thorshavn        |